# 3502 Huangpu
3502 Huangpu è un asteroide della fascia principale. Scoperto nel 1964, presenta un'orbita caratterizzata da un semiasse maggiore pari a 3,1289626 UA e da un'eccentricità di 0,1794100, inclinata di 2,81874° rispetto all'eclittica.